# Vesly
|  | Per a altres significats, vegeu «Vesly (Eure)». |

Vesly és un municipi francès al departament de la Mànega (regió de Normandia). L'any 2007 tenia 626 habitants.

## Demografia

### Població
El 2007 la població de fet de Vesly era de 626 persones. Hi havia 252 famílies de les quals 56 eren unipersonals (48 homes vivint sols i 8 dones vivint soles), 96 parelles sense fills, 84 parelles amb fills i 16 famílies monoparentals amb fills.
La població ha evolucionat segons el següent gràfic:

### Habitatges
El 2007 hi havia 332 habitatges, 250 eren l'habitatge principal de la família, 54 eren segones residències i 28 estaven desocupats. 326 eren cases i 4 eren apartaments. Dels 250 habitatges principals, 187 estaven ocupats pels seus propietaris, 59 estaven llogats i ocupats pels llogaters i 4 estaven cedits a títol gratuït; 8 tenien dues cambres, 43 en tenien tres, 76 en tenien quatre i 123 en tenien cinc o més. 184 habitatges disposaven pel capbaix d'una plaça de pàrquing. A 128 habitatges hi havia un automòbil i a 105 n'hi havia dos o més.

### Piràmide de població
La piràmide de població per edats i sexe el 2009 era:
| Homes | Edats   | Dones |
| ----- | ------- | ----- |
| 0     | 95 o +  | 0     |
| 0     | 90 a 94 | 0     |
| 4     | 85 a 89 | 8     |
| 4     | 80 a 84 | 12    |
| 12    | 75 a 79 | 20    |
| 32    | 70 a 74 | 24    |
| 8     | 65 a 69 | 20    |
| 16    | 60 a 64 | 0     |
| 16    | 55 a 59 | 16    |
| 24    | 50 a 54 | 12    |
| 32    | 45 a 49 | 20    |
| 8     | 40 a 44 | 20    |
| 16    | 35 a 39 | 24    |
| 24    | 30 a 34 | 12    |
| 12    | 25 a 29 | 16    |
| 32    | 20 a 24 | 4     |
| 36    | 15 a 19 | 8     |
| 12    | 10 a 14 | 12    |
| 28    | 5 a 9   | 4     |
| 4     | 0 a 4   | 12    |

## Economia
El 2007 la població en edat de treballar era de 382 persones, 278 eren actives i 104 eren inactives. De les 278 persones actives 258 estaven ocupades (151 homes i 107 dones) i 20 estaven aturades (6 homes i 14 dones). De les 104 persones inactives 31 estaven jubilades, 32 estaven estudiant i 41 estaven classificades com a «altres inactius».

### Ingressos
El 2009 a Vesly hi havia 255 unitats fiscals que integraven 647 persones, la mediana anual d'ingressos fiscals per persona era de 13.309 €.

### Activitats econòmiques
Dels 13 establiments que hi havia el 2007, 1 era d'una empresa extractiva, 1 d'una empresa de fabricació d'altres productes industrials, 9 d'empreses de construcció, 1 d'una empresa de comerç i reparació d'automòbils i 1 d'una empresa d'hostatgeria i restauració.
Dels 9 establiments de servei als particulars que hi havia el 2009, 4 eren paletes, 1 guixaire pintor, 1 fusteria, 2 lampisteries i 1 empresa de construcció.
L'any 2000 a Vesly hi havia 44 explotacions agrícoles que ocupaven un total de 1.764 hectàrees.

## Equipaments sanitaris i escolars
El 2009 hi havia una escola elemental.

## Poblacions properes
El següent diagrama mostra les poblacions més properes.